# 鳝粘体虫
鳝粘体虫（学名：Myxosoma monopterus）为粘体科粘体虫属的动物。在中国，分布于广东等，营寄生生活，寄生在黄鳝的后肠。